# 팔도장터관광열차

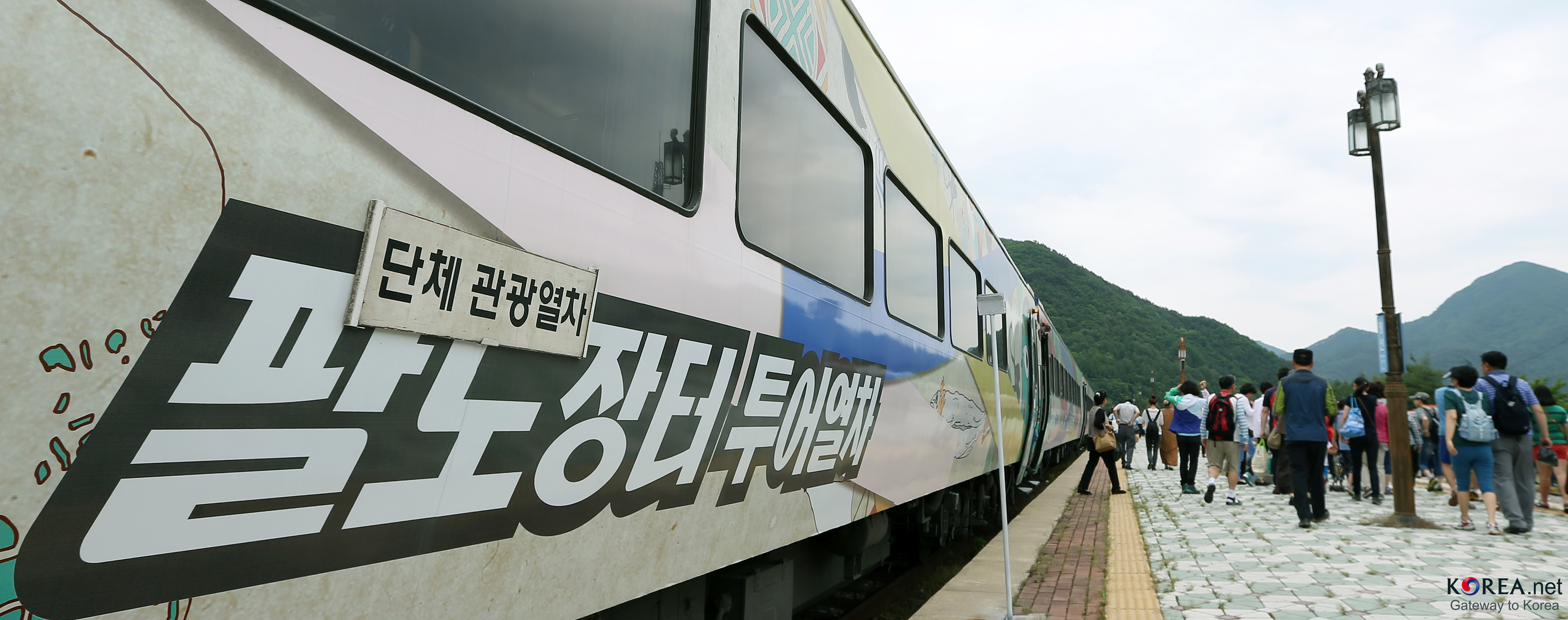
정선역에 정차한 팔도장터관광열차 (2014년 6월)

팔도장터관광열차(八道場-觀光列車)는 무궁화호 객차를 사용하여 무궁화호 등급으로 운영하는 대한민국의 관광열차이다. 설날이나 추석 등 명절 대수송기간에는 임시열차로 운행되며, 단체관광열차로 운행할 때는 무궁화호 1~2량을 연결하여 같이 운행한다.

## 연혁
- 2009년 6월 12일 : 팔도장터농심체험열차로 운행 시작
- 2012년 11월 3일 : 백두대간탐방열차로 명칭 변경
- 2013년 9월 7일 : 팔도장터관광열차로 명칭 변경

## 차량 번호
총 8량의 객차가 있다. 전용 발전차인 99542호는 관광열차 전용도색으로 교체되었으나 현재는 새마을호 도색으로 환원하였다.
| 차호     | 도입 시기 | 개조 시기 | 운행 중단 시기 | 비고        |
| -------- | --------- | --------- | -------------- | ----------- |
| 12506 호 | 1998년    | 2009년    | 운행 중        | 일반실      |
| 12473 호 | 1998년    | 2009년    | 운행 중        | 일반실      |
| 12465 호 | 1998년    | 2009년    | 운행 중        | 일반실      |
| 12501 호 | 1998년    | 2009년    | 운행 중        | 이벤트·카페 |
| 12347 호 | 1998년    | 2009년    | 운행 중        | 일반실      |
| 12450 호 | 1998년    | 2009년    | 운행 중        | 일반실      |
| 12472 호 | 1998년    | 2009년    | 운행 중        | 일반실      |
| 12474 호 | 1998년    | 2009년    | 운행 중        | 일반실      |